# Volo di notte
Volo di notte (Vol nocturn) és una òpera en un acte amb música i llibret de Luigi Dallapiccola basat en la novel·la Vol nocturn d'Antoine de Saint-Exupéry. Es va estrenar en el Teatro della Pergola de Florència el 18 de maig de 1940.
L'òpera emfatitza el sofriment individual i va ser escrita com una resposta a l'auge del feixisme.

## Argument
El protagonista és un aviador individual, un correu de llarga distància argentí, durant els primers dies dels vols. Es veu atrapat en una tempesta, sense poder aterrar; i el drama esdevé tant dins de la seva família, ansiós pel seu retorn sa i estalvi, i entre els seus ocupadors, ansiosos a més per l'èxit de l'empresa.